# Ostrya japonica
Ostrya japonica är en björkväxtart som beskrevs av Charles Sprague Sargent. Ostrya japonica ingår i släktet Ostrya och familjen björkväxter. Inga underarter finns listade.
Arten förekommer i Kina i provinserna Shaanxi, Hebei, Gansu, Henan, Hubei och Sichuan, på Koreahalvön och i Japan på öarna Kyushu, Honshu, Shikoku, Hokkaido. Den växer i bergstrakter mellan 1000 och 2800 meter över havet. Ostrya japonica ingår i skogar. Trädet når en höjd av 25 meter.
För beståndet är inga hot kända. Hela populationen anses vara stor. IUCN listar arten som livskraftig (LC).